# Gradient
Gradiênt je v matematiki diferencialna operacija, definirana nad skalarnim ali vektorskim poljem, ki pove, v kateri smeri se polje najbolj spreminja. Gradient se označuje z oznako »grad« ali simbolom {\displaystyle \nabla \!\,} (nabla).

## Gradient skalarnega polja

### Kartezični koordinatni sistem
V trirazsežnem kartezičnem koordinatnem sistemu se gradient zapiše kot:
{\displaystyle \nabla f={\begin{pmatrix}{\frac {\partial f}{\partial x}},{\frac {\partial f}{\partial y}},{\frac {\partial f}{\partial z}}\end{pmatrix}}\!\,.}
Pri tem je {\displaystyle f(\mathbf {r} )\!\,} skalarno polje, odvisno od krajevnega vektorja {\displaystyle \mathbf {r} =(x,y,z)\!\,}, oznake {\displaystyle \partial \!\,} pa označujejo parcialne odvode po vsaki od koordinat.

### Cilindrični koordinatni sistem
V cilindričnem koordinatnem sistemu se gradient skalarnega polja {\displaystyle f(\mathbf {r} )\!\,} izraža kot:
{\displaystyle \nabla f={\frac {\partial f}{\partial r}}\mathbf {e} _{r}+{\frac {1}{r}}{\frac {\partial f}{\partial \varphi }}\mathbf {e} _{\varphi }+{\frac {\partial f}{\partial z}}\mathbf {e} _{z}\!\,.}
Pri tem je {\displaystyle \mathbf {r} =(r,\varphi ,z)\!\,} krajevni vektor, izražen v cilindričnem koordinatnem sistemu, {\displaystyle \mathbf {e} _{r}\!\,}, {\displaystyle \mathbf {e} _{\varphi }\!\,} in {\displaystyle \mathbf {e} _{z}\!\,} pa enotski vektorji v smeri vsake od koordinatnih osi.

### Sferni koordinatni sistem
V sfernem koordinatnem sistemu se gradient skalarnega polja {\displaystyle f(\mathbf {r} )\!\,} izraža kot:
{\displaystyle \nabla f={\frac {\partial f}{\partial r}}\mathbf {e} _{r}+{\frac {1}{r}}{\frac {\partial f}{\partial \theta }}\mathbf {e} _{\theta }+{\frac {1}{r\sin \theta }}{\frac {\partial f}{\partial \varphi }}\mathbf {e} _{\varphi }\!\,.}
Pri tem je {\displaystyle \mathbf {r} =(r,\theta ,\varphi )\!\,} krajevni vektor, izražen v sfernem koordinatnem sistemu, {\displaystyle \mathbf {e} _{r}\!\,}, {\displaystyle \mathbf {e} _{\theta }\!\,} in {\displaystyle \mathbf {e} _{\varphi }\!\,} pa enotski vektorji v smeri vsake od koordinatnih osi.